# La fortezza di Ivangorod
La fortezza di Ivangorod (Fünf bange Tage) è un film muto tedesco del 1928 diretto da Gennaro Righelli.